# 79. Kongress der Vereinigten Staaten
Der 79. Kongress der Vereinigten Staaten, bestehend aus dem Repräsentantenhaus und dem Senat, war die Legislative der Vereinigten Staaten. Seine Legislaturperiode dauerte vom 3. Januar 1945 bis zum 3. Januar 1947. Alle Abgeordneten des Repräsentantenhauses sowie ein Drittel der Senatoren (Klasse III) waren im November 1944 bzw. im September im Bundesstaat Maine bei den Kongresswahlen gewählt worden. Dabei ergab sich in beiden Kammern eine Mehrheit für die Demokratische Partei, die mit Franklin D. Roosevelt bzw. Harry S. Truman auch die Präsidenten stellten. Der Republikanischen Partei blieb nur die Rolle als Oppositionspartei. Der Kongress tagte in der amerikanischen Bundeshauptstadt Washington, D.C. Die Vereinigten Staaten bestanden damals aus 48 Bundesstaaten. Die Sitzverteilung im Repräsentantenhaus basierte auf der Volkszählung von 1940.

## Wichtige Ereignisse
Siehe auch 1945 und 1946
- 3. Januar 1945: Beginn der Legislaturperiode des 79. Kongresses
- 30. Januar – 2. Februar: Konferenz von Malta
- 4. – 11. Februar 1945: Konferenz von Jalta
- 12. April 1945: Nach dem Tod von Präsident Roosevelt übernimmt der bisherige Vizepräsident Harry S. Truman dessen Amt.
- 8. Mai 1945: Mit der deutschen Kapitulation endet der Zweite Weltkrieg in Europa.
- 26. Juni 1945: Gründung der Vereinten Nationen
- 2. August 1945: Unterzeichnung des Potsdamer Abkommens.
- 6. bzw. 9. August 1945: Atombombenabwürfe auf Hiroshima und Nagasaki
- 2. September 1945: Nach dem auch die Japaner kapituliert haben, endet der Zweite Weltkrieg auch im Pazifischen Raum. Bis dahin war auch die Arbeit des Kongresses von den Kriegsereignissen geprägt.
- 20. November 1945: Beginn der Nürnberger Prozesse.
- 4. Juli 1946: Mit dem Vertrag von Manila entlassen die USA die Philippinen in die Unabhängigkeit.
- 30. September bzw. 1. Oktober 1946: Urteile der Nürnberger Prozesse: Es ergehen zwölf Todesurteile, sieben Haftstrafen und drei Freisprüche.
- 6. November 1946: In den USA finden Kongress- und Gouverneurswahlen statt. Wahlsieger sind die Republikaner, die in beiden Kammern des Kongresses erstmals seit 1933 die Mehrheit erringen können.
- 1946: Der Beginn des Kalten Krieges zeichnet sich ab.

## Die wichtigsten Gesetze
In den Sitzungsperioden des 79. Kongresses wurden unter anderem folgende Bundesgesetze verabschiedet (siehe auch: Gesetzgebungsverfahren):
- 9. März 1945: McCarran-Ferguson Act
- 31. Juli 1945: Bretton Woods Agreements Act, siehe auch Bretton-Woods-System.
- 31. Juli 1945: Export-Import Bank Act of 1945
- 20. Dezember 1945: United Nations Participation Act
- 28. Dezember 1945: War Brides Act
- 18. Februar 1946: Rescission Act of 1946
- 20. Februar 1946: Employment Act
- 13. Mai 1946: Federal Airport Act
- 4. Juni 1946: Richard B. Russell National School Lunch Act
- 11. Juni 1946: Administrative Procedure Act
- 2. Juli 1946: Luce-Celler Act of 1946
- 3. Juli 1946: Hobbs Act
- 5. Juli 1946: Lanham Act
- 1. August 1946: Atomic Energy Act of 1946
- 2. August 1946: Legislative Reorganization Act
- 2. August 1946: Federal Tort Claims Act
- 2. August 1946: Federal Regulation of Lobbying Act of 1946
- 13. August 1946: Foreign Service Act
- 13. August 1946: Hospital Survey and Construction Act
- 14. August 1946: Farmers Home Administration Act

## Zusammensetzung nach Parteien

### Senat
- Demokratische Partei: 57 (Mehrheit)
- Republikanische Partei: 38
- Sonstige: 1

Gesamt: 96

### Repräsentantenhaus
- Demokratische Partei: 244 (Mehrheit)
- Republikanische Partei: 189
- Labour: 1
- Progressive: 1

Gesamt: 435
Außerdem gab es noch vier nicht stimmberechtigte Kongressdelegierte.

## Amtsträger

### Senat
- Präsident des Senats: Henry A. Wallace (D) bis zum 20. Januar 1945, dann Harry S. Truman bis zum 12. April 1945. Danach Vakanz bis zum 3. Januar 1949.
- Präsident pro tempore: Kenneth McKellar (D)

#### Führung der Mehrheitspartei
- Mehrheitsführer: Alben W. Barkley (D)
- Mehrheitswhip: J. Lister Hill (D)

#### Führung der Minderheitspartei
- Minderheitsführer: Wallace H. White (R)
- Minderheitswhip: Kenneth S. Wherry (R)

### Repräsentantenhaus
- Sprecher des Repräsentantenhauses: Sam Rayburn (D)

#### Führung der Mehrheitspartei
- Mehrheitsführer: John W. McCormack (D)
- Mehrheitswhip: John Sparkman, (D)

#### Führung der Minderheitspartei
- Minderheitsführer: Joseph William Martin (R)
- Minderheitswhip: Leslie C. Arends (R)

## Senatsmitglieder
Im 79. Kongress vertraten folgende Senatoren ihre jeweiligen Bundesstaaten:
| Alabama - 2. John H. Bankhead (D) bis zum 12. Juni 1946 - George R. Swift (D) vom 15. Juni bis zum 5. November 1946 - John Sparkman (D) ab dem 6. November 1946 - 3. J. Lister Hill (D) Arizona - 1. Ernest McFarland (D) - 3. Carl Hayden (D) Arkansas - 2. John Little McClellan (D) - 3. J. William Fulbright (D) Kalifornien - 1. Hiram Johnson (R) bis zum 6. August 1945 - William F. Knowland (R) ab dem 26. August 1945 - 3. Sheridan Downey (D) Colorado - 2. Edwin C. Johnson (D) - 3. Eugene Millikin (R) Connecticut - 1. Francis T. Maloney (D) bis zum 16. Januar 1945 - Thomas C. Hart (R) vom 15. Februar 1945 bis zum 5. November 1946 - Raymond E. Baldwin (R) ab dem 27. Dezember 1946 - 3. Brien McMahon (D) Delaware - 1. James M. Tunnell (D) - 2. C. Douglass Buck (R) Florida - 1. Charles O. Andrews (D) bis zum 18. September 1946 - Spessard Holland (D) ab dem 25. September 1946 - 3. Claude Pepper (D) Georgia - 2. Richard B. Russell (D) - 3. Walter F. George (D) Idaho - 2. John W. Thomas (R) bis zum 10. November 1945 - Charles Gossett (D) vom 17. November 1945 bis zum 6. November 1946 - Henry Dworshak (R) ab dem 6. November 1946 - 3. Glen H. Taylor (D) Illinois - 2. Charles W. Brooks (R) - 3. Scott W. Lucas (D) Indiana - 1. Raymond E. Willis (R) - 3. Homer E. Capehart (R) Iowa - 2. George A. Wilson (R) - 3. Bourke B. Hickenlooper (R) Kansas - 2. Arthur Capper (R) - 3. Clyde M. Reed (R) Kentucky - 2. Happy Chandler (D) bis zum 1. November 1945 - William A. Stanfill (R) vom 19. November 1945 bis zum 5. November 1946 - John Sherman Cooper (R) ab dem 6. November 1946 - 3. Alben W. Barkley (D) Louisiana - 2. Allen J. Ellender (D) - 3. John H. Overton (D) Maine - 1. Owen Brewster (R) - 2. Wallace H. White (R) Maryland - 1. George L. P. Radcliffe (D) - 3. Millard Tydings (D) Massachusetts - 1. David I. Walsh (D) - 2. Leverett Saltonstall (R) ab dem 4. Januar 1945 Michigan - 1. Arthur H. Vandenberg (R) - 2. Homer S. Ferguson (R) Minnesota - 1. Henrik Shipstead (R) - 2. Joseph H. Ball (R) Mississippi - 1. Theodore G. Bilbo (D) - 2. James Eastland (D) Missouri - 1. Harry S. Truman (D) bis zum 17. Januar 1945 - Frank P. Briggs (D) ab dem 18. Januar 1945 - 3. Forrest C. Donnell (R) Montana - 1. Burton K. Wheeler (D) - 2. James Edward Murray (D) | Nebraska - 1. Hugh A. Butler (R) - 2. Kenneth S. Wherry (R) Nevada - 1. James Graves Scrugham (D) bis zum 23. Juni 1945 - Edward Peter Carville (D) ab dem 25. Juli 1945 - 3. Pat McCarran (D) New Hampshire - 2. Styles Bridges (R) - 3. Charles W. Tobey (R) New Jersey - 1. Howard Alexander Smith (R) - 2. Albert W. Hawkes (R) New Mexico - 1. Dennis Chavez (D) - 2. Carl Hatch (D) New York - 1. James M. Mead (D) - 3. Robert F. Wagner (D) North Carolina - 2. Josiah William Bailey (D) bis zum 15. Dezember 1946 - William B. Umstead (D) ab dem 18. Dezember 1946 - 3. Clyde R. Hoey (D) North Dakota - 1. William Langer (R) - 3. John Moses (D) bis zum 3. März 1945 - Milton Young (R) ab dem 12. März 1945 Ohio - 1. Harold Hitz Burton (R) bis zum 30. September 1945 - James W. Huffman (D) vom 8. Oktober 1945 bis zum 5. November 1946 - Kingsley A. Taft (R) ab dem 6. November 1946 - 3. Robert A. Taft (R) Oklahoma - 2. Edward H. Moore (R) - 3. Elmer Thomas (D) Oregon - 2. Guy Cordon (R) - 3. Wayne Morse (R) Pennsylvania - 1. Joseph F. Guffey (D) - 3. Francis J. Myers (D) Rhode Island - 1. Peter G. Gerry (D) - 2. Theodore F. Green (D) South Carolina - 2. Burnet R. Maybank (D) - 3. Olin D. Johnston (D) South Dakota - 2. Harlan J. Bushfield (R) - 3. John Chandler Gurney (R) Tennessee - 1. Kenneth McKellar (D) - 2. Tom Stewart (D) Texas - 1. Tom Connally (D) - 2. W. Lee O’Daniel (D) Utah - 1. Orrice Abram Murdock (D) - 3. Elbert D. Thomas (D) Vermont - 1. Warren Austin (R) bis zum 2. August 1946 - Ralph Flanders (R) ab dem 1. November 1946 - 3. George Aiken (R) Virginia - 1. Harry F. Byrd Sr. (D) - 2. Carter Glass (D) bis zum 28. Mai 1946 - Thomas G. Burch (D) vom 31. Mai bis zum 5. November 1946 - Absalom Willis Robertson (D) ab dem 6. November 1946 Washington - 1. Monrad Charles Wallgren (D) bis zum 9. Januar 1945 - Hugh Mitchell (D) vom 10. Januar 1945 bis zum 25. Dezember 1946 - Harry P. Cain (R) ab dem 26. Dezember 1946 - 3. Warren G. Magnuson (D) West Virginia - 1. Harley M. Kilgore (D) - 2. W. Chapman Revercomb (R) Wisconsin - 1. Robert M. La Follette Jr. (Wisconsin Progressive Party) - 3. Alexander Wiley (R) Wyoming - 1. Joseph C. O’Mahoney (D) - 2. Edward V. Robertson (R) |

## Mitglieder des Repräsentantenhauses
Folgende Kongressabgeordnete vertraten im 79. Kongress die Interessen ihrer jeweiligen Bundesstaaten:
| Alabama 9 Wahlbezirke - 1. Frank W. Boykin (D) - 2. George M. Grant (D) - 3. George W. Andrews (D) - 4. Sam Hobbs (D) - 5. Albert Rains (D) - 6. Pete Jarman (D) - 7. Carter Manasco (D) - 8. John Sparkman (D) bis zum 5. November 1946, danach blieb der Sitz vakant - 9. Luther Patrick (D) Arizona Staatsweite Wahl - John R. Murdock (D) - Richard F. Harless (D) Arkansas 7 Wahlbezirke. - 1. Ezekiel Candler Gathings (D) - 2. Wilbur Daigh Mills (D) - 3. James William Trimble (D) - 4. William Fadjo Cravens (D) - 5. Lawrence Brooks Hays (D) - 6. William Frank Norrell (D) - 7. Oren Harris (D) Kalifornien 23 Wahlbezirke. - 1. Clarence F. Lea (D) - 2. Clair Engle (D) - 3. J. Leroy Johnson (R) - 4. Franck R. Havenner (D) - 5. Richard J. Welch (R) - 6. George Paul Miller (D) - 7. John H. Tolan (D) - 8. Jack Z. Anderson (R) - 9. Bertrand W. Gearhart (R) - 10. Alfred J. Elliott (D) - 11. George E. Outland (D) - 12. Jerry Voorhis (D) - 13. Ned R. Healy (D) - 14. Helen G. Douglas (D) - 15. Gordon L. McDonough (R) - 16. Ellis E. Patterson (D) - 17. Cecil R. King (D) - 18. Clyde Doyle (D) - 19. Chester E. Holifield (D) - 20. John Carl Hinshaw (R) - 21. Harry R. Sheppard (D) - 22. John Phillips (R) - 23. Edouard Izac (D) Colorado 4 Wahlbezirke - 1. Dean M. Gillespie (R) - 2. William S. Hill (R) - 3. John Chenoweth (R) - 4. Robert F. Rockwell (R) Connecticut 5 Wahlbezirke. Außerdem wurde ein Abgeordneter staatsweit gewählt - 1. Herman P. Kopplemann (D) - 2. Chase G. Woodhouse (D) - 3. James P. Geelan (D) - 4. Clare Boothe Luce (R) - 5. Joseph E. Talbot (R) - 6. Joseph F. Ryter (D) staatsweit gewählt Delaware Staatsweite Wahl - Philip A. Traynor (D) Florida 6 Wahlbezirke - 1. J. Hardin Peterson (D) - 2. Emory H. Price (D) - 3. Robert Sikes (D) - 4. Pat Cannon (D) - 5. Joe Hendricks (D) - 6. Dwight L. Rogers (D) Georgia 10 Wahlbezirke - 1. Hugh Peterson (D) - 2. Edward E. Cox (D) - 3. Stephen Pace (D) - 4. Albert Sidney Camp (D) - 5. Robert Ramspeck (D) bis zum 31. Dezember 1945 - Helen Douglas Mankin (D) ab dem 12. Februar 1946 - 6. Carl Vinson (D) - 7. Malcolm C. Tarver (D) - 8. John S. Gibson (D) - 9. John Stephens Wood (D) - 10. Paul Brown (D) Idaho 2 Wahlbezirke - 1. Compton I. White (D) - 2. Henry Dworshak (R) bis zum 5. November 1946, danach blieb der Sitz vakant Illinois 25 Wahlbezirke. Außerdem wurde ein Abgeordneter staatsweit gewählt - 1. William L. Dawson (D) - 2. William A. Rowan (D) - 3. Edward A. Kelly (D) - 4. Martin Gorski (D) - 5. Adolph J. Sabath (D) - 6. Thomas J. O’Brien (D) - 7. William W. Link (D) - 8. Thomas S. Gordon (D) - 9. Alexander J. Resa (D) - 10. Ralph E. Church (R) - 11. Chauncey W. Reed (R) - 12. Noah M. Mason (R) - 13. Leo E. Allen (R) - 14. Anton J. Johnson (R) - 15. Robert B. Chiperfield (R) - 16. Everett Dirksen (R) - 17. Leslie C. Arends (R) - 18. Jessie Sumner (R) - 19. Rolla C. McMillen (R) - 20. Sid Simpson (R) - 21. George Evan Howell (R) - 22. Charles Melvin Price (D) - 23. Charles W. Vursell (R) - 24. James V. Heidinger (R) bis zum 22. März 1945 - Roy Clippinger (R) ab dem 6. November 1945 - 25. C. W. Bishop (R) - 26. Emily Taft Douglas (D) staatsweit gewählt Indiana 11 Wahlbezirke - 1. Ray J. Madden (D) - 2. Charles A. Halleck (R) - 3. Robert A. Grant (R) - 4. George W. Gillie (R) - 5. Forest Harness (R) - 6. Noble J. Johnson (R) - 7. Gerald W. Landis (R) - 8. Charles M. La Follette (R) - 9. Earl Wilson (R) - 10. Raymond S. Springer (R) - 11. Louis Ludlow (D) Iowa 8 Wahlbezirke - 1. Thomas E. Martin (R) - 2. Henry O. Talle (R) - 3. John W. Gwynne (R) - 4. Karl M. Le Compte (R) - 5. Paul Cunningham (R) - 6. James I. Dolliver (R) - 7. Ben F. Jensen (R) - 8. Charles B. Hoeven (R) Kansas 6 Wahlbezirke. - 1. Albert M. Cole (R) - 2. Errett P. Scrivner (R) - 3. Thomas Daniel Winter (R) - 4. Edward Herbert Rees (R) - 5. Clifford R. Hope (R) - 6. Frank Carlson (R) Kentucky 9 Wahlbezirke - 1. Noble Jones Gregory (D) - 2. Earle C. Clements (D) - 3. Emmet O’Neal (D) - 4. Frank Chelf (D) - 5. Brent Spence (D) - 6. Virgil Chapman (D) - 7. Andrew J. May (D) - 8. Joe B. Bates (D) - 9. John M. Robsion (R) Louisiana 8 Wahlbezirke - 1. Felix Edward Hébert (D) - 2. Paul H. Maloney (D) - 3. James Domengeaux (D) - 4. Overton Brooks (D) - 5. Charles E. McKenzie (D) - 6. James H. Morrison (D) - 7. Henry D. Larcade (D) - 8. A. Leonard Allen (D) Maine 3 Wahlbezirke - 1. Robert Hale (R) - 2. Margaret Chase Smith (R) - 3. Frank Fellows (R) Maryland 6 Wahlbezirke. - 1. Dudley Roe (D) - 2. Harry Streett Baldwin (D) - 3. Thomas D’Alesandro (D) - 4. George Hyde Fallon (D) - 5. Lansdale Sasscer (D) - 6. James Glenn Beall (R) Massachusetts 14 Wahlbezirke - 1. John W. Heselton (R) - 2. Charles R. Clason (R) - 3. Philip J. Philbin (D) - 4. Pehr G. Holmes (R) - 5. Edith Nourse Rogers (R) - 6. George J. Bates (R) - 7. Thomas J. Lane (D) - 8. Angier Goodwin (R) - 9. Charles L. Gifford (R) - 10. Christian Herter (R) - 11. James Michael Curley (D) - 12. John W. McCormack (D) - 13. Richard B. Wigglesworth (R) - 14. Joseph William Martin (R) Michigan 17 Wahlbezirke - 1. George G. Sadowski (D) - 2. Earl C. Michener (R) - 3. Paul W. Shafer (R) - 4. Clare Hoffman (R) - 5. Bartel J. Jonkman (R) - 6. William W. Blackney (R) - 7. Jesse P. Wolcott (R) - 8. Fred L. Crawford (R) - 9. Albert J. Engel (R) - 10. Roy O. Woodruff (R) - 11. Fred Bradley (R) - 12. Frank Eugene Hook (D) - 13. George D. O’Brien (D) - 14. Louis C. Rabaut (D) - 15. John Dingell Sr. (D) - 16. John Lesinski Sr. (D) - 17. George Anthony Dondero (R) Minnesota 9 Wahlbezirke - 1. August H. Andresen (R) - 2. Joseph Patrick O’Hara (R) - 3. William Gallagher (DFL = Democtaric Farmer Labor Party) - 4. Frank Starkey (DFL) - 5. Walter Henry Judd (R) - 6. Harold Knutson (R) - 7. Herman Carl Andersen (R) - 8. William Pittenger (R) - 9. Harold Hagen (R) Mississippi 7 Wahlbezirke - 1. John E. Rankin (D) - Jamie L. Whitten (D) - 3. William M. Whittington (D) - 4. Thomas Abernethy (D) - 5. W. Arthur Winstead (D) - 6. William M. Colmer (D) - 7. Daniel R. McGehee (D) Missouri 13 Wahlbezirke - 1. Samuel W. Arnold (R) - 2. Max Schwabe (R) - 3. William Clay Cole (R) - 4. C. Jasper Bell (D) - 5. Roger C. Slaughter (D) - 6. Marion Tinsley Bennett (R) - 7. Dewey Jackson Short (R) - 8. A. S. J. Carnahan (D) - 9. Clarence Cannon (D) - 10. Orville Zimmerman (D) - 11. John B. Sullivan (D) - 12. Walter C. Ploeser (R) - 13. John J. Cochran (D) Montana 2 Wahlbezirke - 1. Mike Mansfield (D) - 2. James F. O’Connor (D) bis zum 15. Januar 1945 - Wesley A. D’Ewart (R) ab dem 5. Juni 1945 Nebraska 4 Wahlbezirke - 1. Carl Curtis (R) - 2. Howard Buffett (R) - 3. Karl Stefan (R) - 4. Arthur L. Miller (R) Nevada Staatsweite Wahl - Berkeley L. Bunker (D) New Hampshire 2 Wahlbezirke - 1. Chester Earl Merrow (R) - 2. Sherman Adams (R) | New Jersey 14 Wahlbezirke - 1. Charles A. Wolverton (R) - 2. T. Millet Hand (R) - 3. James C. Auchincloss (R) - 4. D. Lane Powers (R) bis zum 30. August 1945 - Frank A. Mathews (R) ab dem 6. November 1945 - 5. Charles Aubrey Eaton (R) - 6. Clifford P. Case (R) - 7. J. Parnell Thomas (R) - 8. Gordon Canfield (R) - 9. Harry Lancaster Towe (R) - 10. Fred A. Hartley (R) - 11. Frank Sundstrom (R) - 12. Robert Kean (R) - 13. Mary Teresa Norton (D) - 14. Edward J. Hart (D) New Mexico Staatsweite Wahl für zwei Abgeordnete - Clinton Presba Anderson (D) bis zum 30. Juni 1945, danach blieb der Sitz vakant - Antonio M. Fernández (D) New York 45 Wahlbezirke - 1. Edgar A. Sharp (R) - 2. Leonard W. Hall (R) - 3. Henry J. Latham (R) - 4. William Bernard Barry (D) bis zum 20. Oktober 1946, danach blieb der Sitz vakant - 5. James A. Roe (D) - 6. James J. Delaney (D) - 7. John J. Delaney (D) - 8. Joseph L. Pfeifer (D) - 9. Eugene James Keogh (D) - 10. Andrew Lawrence Somers (D) - 11. James J. Heffernan (D) - 12. John J. Rooney (D) - 13. Donald L. O’Toole (D) - 14. Leo F. Rayfiel (D) - 15. Emanuel Celler (D) - 16. Ellsworth B. Buck (R) - 17. Joseph C. Baldwin (R) - 18. Vito Marcantonio (American Labor Party) - 19. Samuel Dickstein (D) bis zum 30. Dezember 1945 - Arthur George Klein (D) ab dem 19. Februar 1946 - 20. Sol Bloom (D) - 21. James H. Torrens (D) - 22. Adam Clayton Powell Jr. (D) - 23. Walter A. Lynch (D) - 24. Benjamin J. Rabin (D) - 25. Charles A. Buckley (D) - 26. Peter A. Quinn (D) - 27. Ralph W. Gwinn (R) - 28. Ralph A. Gamble (R) - 29. Augustus W. Bennet (R) - 30. Jay Le Fevre (R) - 31. Bernard W. Kearney (R) - 32. William T. Byrne (D) - 33. Dean P. Taylor (R) - 34. Clarence E. Kilburn (R) - 35. Hadwen C. Fuller (R) - 36. Clarence E. Hancock (R) - 37. Edwin Arthur Hall (R) - 38. John Taber (R) - 39. William Sterling Cole (R) - 40. George F. Rogers (D) - 41. James W. Wadsworth Jr. (R) - 42. Walter G. Andrews (R) - 43. Edward J. Elsaesser (R) - 44. John Cornelius Butler (R) - 45. Daniel A. Reed (R) North Carolina 12 Wahlbezirke - 1. Herbert Covington Bonner (D) - 2. John H. Kerr (D) - 3. Graham Arthur Barden (D) - 4. Harold D. Cooley (D) - 5. John Hamlin Folger (D) - 6. Carl T. Durham (D) - 7. J. Bayard Clark (D) - 8. William O. Burgin (D) bis zum 11. April 1946 - Eliza Jane Pratt (D) ab dem 25. Mai 1946 - 9. Robert L. Doughton (D) - 10. Joseph Wilson Ervin (D) bis zum 25. Dezember 1945 - Sam Ervin (D) ab dem 22. Januar 1946 - 11. Alfred L. Bulwinkle (D) - 12. Zebulon Weaver (D) North Dakota 2 Abgeordnete die staatsweit gewählt wurden - William Lemke (Nonpartisan Republican) - Charles R. Robertson (R) Ohio 22 Wahlbezirke. Außerdem wurde ein Abgeordneter staatsweit gewählt. - 1. Charles H. Elston (R) - 2. William E. Hess (R) - 3. Edward Joseph Gardner (D) - 4. Robert Franklin Jones (R) - 5. Cliff Clevenger (R) - 6. Edward Oscar McCowen (R) - 7. Clarence J. Brown (R) - 8. Frederick Cleveland Smith (R) - 9. Homer A. Ramey (R) - 10. Thomas A. Jenkins (R) - 11. Walter E. Brehm (R) - 12. John Martin Vorys (R) - 13. Alvin F. Weichel (R) - 14. Walter B. Huber (D) - 15. Percy W. Griffiths (R) - 16. William R. Thom (D) - 17. J. Harry McGregor (R) - 18. Earl R. Lewis (R) - 19. Michael J. Kirwan (D) - 20. Michael A. Feighan (D) - 21. Robert Crosser (D) - 22. Frances P. Bolton (R) - 23. George H. Bender (R) staatsweit gewählt Oklahoma 8 Wahlbezirke - 1. George B. Schwabe (R) - 2. William G. Stigler (D) - 3. Paul Stewart (D) - 4. Lyle Boren (D) - 5. A. S. Mike Monroney (D) - 6. Jed Johnson (D) - 7. Victor Wickersham (D) - 8. Ross Rizley (D) Oregon 4 Wahlbezirke - 1. James W. Mott (R) bis zum 12. November 1945 - Walter Norblad (R) ab dem 18. Januar 1946 - 2. Lowell Stockman (R) - 3. Homer D. Angell (R) - 4. Harris Ellsworth (R) Pennsylvania 33 Wahlbezirke - 1. William A. Barrett (D) - 2. William T. Granahan (D) - 3. Michael J. Bradley (D) - 4. John E. Sheridan (D) - 5. William J. Green Jr. (D) - 6. Herbert J. McGlinchey (D) - 7. James Wolfenden (R) - 8. Charles L. Gerlach (R) - 9. J. Roland Kinzer (R) - 10. John W. Murphy (D) bis zum 17. Juli 1946 - James P. Scoblick (R) ab dem 5. November 1946 - 11. Daniel J. Flood (D) - 12. Ivor D. Fenton (R) - 13. Daniel K. Hoch (D) - 14. Wilson D. Gillette (R) - 15. Robert F. Rich (R) - 16. Samuel K. McConnell (R) - 17. Richard M. Simpson (R) - 18. John C. Kunkel (R) - 19. Leon H. Gavin (R) - 20. Francis E. Walter (D) - 21. Chester H. Gross (R) - 22. D. Emmert Brumbaugh (R) - 23. J. Buell Snyder (D) bis zum 24. Februar 1946 - Carl Henry Hoffman (R) ab dem 21. Mai 1946 - 24. Thomas E. Morgan (D) - 25. Louis E. Graham (R) - 26. Harve Tibbott (R) - 27. Augustine B. Kelley (D) - 28. Robert L. Rodgers (R) - 29. Howard E. Campbell (R) - 30. Robert J. Corbett (R) - 31. James G. Fulton (R) - 32. Herman P. Eberharter (D) - 33. Samuel A. Weiss (D) bis zum 7. Januar 1946 - Frank Buchanan (D) ab dem 21. Mai 1946 Rhode Island 2 Wahlbezirke - 1. Aime Forand (D) - 2. John E. Fogarty (D) ab dem 7. Februar 1945 South Carolina 6 Wahlbezirke. - 1. Lucius Mendel Rivers (D) - 2. John Jacob Riley (D) - 3. Butler B. Hare (D) - 4. Joseph R. Bryson (D) - 5. James Prioleau Richards (D) - 6. John Lanneau McMillan (D) South Dakota 2 Wahlbezirke - 1. Karl Earl Mundt (R) - 2. Francis H. Case (R) Tennessee 10 Wahlbezirke - 1. Brazilla Carroll Reece (R) - 2. John Jennings (R) - 3. Estes Kefauver (D) - 4. Albert Gore Sr. (D) - 5. Harold Earthman (D) - 6. Percy Priest (D) - 7. W. Wirt Courtney (D) - 8. Tom J. Murray (D) - 9. Jere Cooper (D) - 10. Clifford Davis (D) Texas 21 Wahlbezirke - 1. Wright Patman (D) - 2. Jesse M. Combs (D) - 3. Lindley Beckworth (D) - 4. Sam Rayburn (D) - 5. Hatton W. Sumners (D) - 6. Luther Alexander Johnson (D) bis zum 17. Juli 1946 - Olin E. Teague (D) ab dem 24. August 1946 - 7. Tom Pickett (D) - 8. Albert Thomas (D) - 9. Joseph J. Mansfield (D) - 10. Lyndon B. Johnson (D) - 11. William R. Poage (D) - 12. Fritz G. Lanham (D) - 13. Ed Gossett (D) - 14. John E. Lyle (D) - 15. Milton H. West (D) - 16. R. Ewing Thomason (D) - 17. Sam M. Russell (D) - 18. Eugene Worley (D) - 19. George H. Mahon (D) - 20. Paul Joseph Kilday (D) - 21. O. C. Fisher (D) Utah 2 Wahlbezirke - 1. Walter K. Granger (D) - 2. James W. Robinson (D) Vermont 1 Wahlbezirk (staatsweit) - 1. Charles Albert Plumley (R) Virginia 9 Wahlbezirke - 1. S. Otis Bland (D) - 2. Ralph Hunter Daughton (D) - 3. Dave E. Satterfield (D) bis zum 15. Februar 1945 - J. Vaughan Gary (D) ab dem 6. März 1945 - 4. Patrick H. Drewry (D) - 5. Thomas G. Burch (D) bis zum 31. Mai 1946 - Thomas Bahnson Stanley (D) ab dem 5. November 1946 - 6. Clifton A. Woodrum (D) bis zum 31. Dezember 1945 - James Lindsay Almond (D) ab dem 22. Januar 1946 - 7. Absalom Willis Robertson (D) bis zum 5. November 1946 - Burr Harrison (D) ab dem 5. November 1946 - 8. Howard W. Smith (D) - 9. John W. Flannagan (D) Washington 6 Wahlbezirke - 1. Hugh De Lacy (D) - 2. Henry M. Jackson (D) - 3. Charles R. Savage (D) - 4. Hal Holmes (R) - 5. Walt Horan (R) - 6. John M. Coffee (D) West Virginia 6 Wahlbezirke - 1. Matthew M. Neely (D) - 2. Jennings Randolph (D) - 3. Cleveland M. Bailey (D) - 4. Hubert Summers Ellis (R) - 5. John Kee (D) - 6. E. H. Hedrick (D) Wisconsin 10 Wahlbezirke - 1. Lawrence H. Smith (R) - 2. Robert Kirkland Henry (R) bis zum 20. November 1946, danach blieb der Sitz vakant - 3. William H. Stevenson (R) - 4. Thaddeus Wasielewski (D) - 5. Andrew Biemiller (D) - 6. Frank Bateman Keefe (R) - 7. Reid F. Murray (R) - 8. John W. Byrnes (R) - 9. Merlin Hull (Wisconsin Progressive Party) - 10. Alvin O’Konski (R) Wyoming Staatsweite Wahlen - Frank A. Barrett (R) |

Nicht stimmberechtigte Mitglieder im Repräsentantenhaus:
- Alaska-Territorium:
  - Bob Bartlett (D)
- Hawaii-Territorium:
  - Joseph Rider Farrington (R)
- Philippinen:
  - Carlos P. Rómulo bis zum 4. Juli 1946
- Puerto Rico:
  - Jesús T. Piñero bis zum 2. September 1946
    - Antonio Fernós Isern ab dem 11. September 1946